# GmailFS
El GMail File System o GmailFS es un sistema de archivos virtual desarrollado por Richard Jones que utiliza una cuenta de Gmail como método de almacenamiento. GmailFS se escribe para Linux, pero también está disponible para Windows y Mac OS X.
GmailFS funciona construyendo un sistema de archivos mediante el módulo cargable del núcleo Filesystem in Userspace (FUSE) (sistema de archivos en espacio de usuario), y maneja la comunicación con Gmail a través de la biblioteca de Python libgmail. GmailFS mismo se escribe en Python también. El dato se almacena en forma de uno o más adjuntos, permitiendo que se suba un archivo con tamaño superior al máximo admitido por Google.
La velocidad de este sistema de archivos es limitada por la velocidad de la conexión de Internet del usuario.
Debería señalarse que las políticas de Gmail no prohíben directamente el uso de GmailFS.  Sin embargo, se manifiesta que "Google también reserva el derecho a modificar, suspender o cancelar el servicio con o sin aviso en cualquier momento y sin ninguna responsabilidad al usuario" y "Google reserva el derecho a negarse a proveer servicio a cualquiera en cualquier momento sin aviso y por cualquier razón".  Como resultado, Google podría desactivar las cuentas usadas con GmailFS cuando quiera y sin aviso.  A consecuencia, GmailFS no debería considerarse confiable como método de hacer copias de seguridad de los datos importantes.  Además, las políticas de programa prohíben que "el usuario modifique o enmarque cualquier porción de las páginas web que sea parte del servicio de Gmail", lo que, discutiblemente, ocurre al usar GmailFS, que "transforma" los documentos enviados mediante HTTP en datos accesibles vía FUSE.
Algunos usuarios de GmailFS usan la codificación a nivel de sistema de archivos para proteger el dato almacenado en los servidores de Google.